# Bonaniné Tamás-Tarr Melinda
B. Tamás-Tarr Melinda (Bonaniné Tamás-Tarr Melinda) (Dombóvár, 1953. december 12. –) magyar-történelem szakos és minden fokon külföldieket oktató olasztanár, újságíró (MÚK-tag [Magyar Újságírók Közössége]  és olasz OdG-tag [Ordine dei Giornalisti italiani]) , poszt-egyetemi Master-vizsgás tudományos történész-újságíró, publicista, irodalomkritikus, fordító és műfordító, nyelvi- és kulturális közvetítő, a Ferrarában megjelenő Osservatorio Letterario című periodika felelős igazgatója, alapító-főszerkesztője és kiadója  amelynek magyar nyelvű kiegészítő portálja is van.író, költő, az Olasz Köztársaság Lovagja. Publikációs nevei, aláírásai: Melinda  B. Tamás-Tarr , Meta Tabon, Donna D'Ongaro, Melinda Tamás-Tarr, Melinda Tamás-Tarr-Bonani,  Mttb, Bttm. Mtt, Btt.
Értelmiségi családban született (apja Tarr György). 1981-ben apai nagyanyja családnevére változtatta apai vezetéknevét, majd Olaszországban ehhez hozzácsatoltatta az eredeti, lánykori apai családnevét, amelyet hivatalosan a hagyományos, teljes asszonynévhez csatolva visel. Ebből kombináltan többféle magyar és olasz névvariációkkal, valamint szerzői álnevekkel publikál. A címszóban olvasható névforma nem a hivatalos névviselése. Olaszországban a tanulmányai és munkakeresései mellett 1986-tól alkalmi magánóraadó tanár, tolmács, fordító, 1989-től publikált alkalmilag cikkeket, olvasói leveleket a Corriere della Serában, az Il Resto del Carlinóban, a La Nuova Ferrarában, 1989/90 magán zongoratanítás, 1990-95 aktív énekkari tagja a ferrarai "Accademia Corale Vittore Veneziani" Vegyeskórusnak (szoprán), amelynek 1993-ban ő szervezi meg és teszi lehetővé a magyarországi tournée-t (Eger-Miskolc-Bélapátfalva stb.); 1996-97 publikál a verspályázaton elért eredményeként a torinói Penna d'Autore Társaság azonos című lapjában és az Osservatorio Letterariójával majdnem egyazon időben alapított messinai Noialtri kéthavi folyóiratban, 1996/97 tanévben önkéntes irodalomtanítást vállal záró bemutató óraadással egybekötve a ferrarai "G. Leopardi" 5 osztályos Elemi Iskolájában. Ez utóbbi az Iskolai Nyílt Napok alkalmából történt.

## Tanulmányai
Az általános iskolát Barcson kezdte, majd Kazincbarcikán, valamint Dombóváron folytatta, és Veszprémben (1968) fejezte be. Gimnáziumi tanulmányait Veszprémben (1968-1970) és Debrecenben (1970-1972) végzi. Ezen évek alatt nagyszülei Balatonfüredre költözéséig többször Dombóvárott töltötte a nyarakat, 1963 szeptemberétől 1973. december közepéig zongoratanulmányokat is folytat, 1985 júliusában a ferrarai SI Tolmácsiskolában nyelvvizsgát tesz, 1986-tól 1997-ig a ferrarai Zenekonzervatórium privatista zongorista növendéke Edgardo Orsatti zongoratanár kezei alatt, 1992 júniusában szolfézsból, dallamírásból és zeneelméletből képesítést szerez.
Magyarországi felsőfokú tanulmányait a pécsi Tanárképző Főiskolán végzi: magyar-ének szakon tanul 1973 szeptemberétől december közepéig, de hangszalag problémái miatt évkihagyással szakot kellett változtatnia s ennek következtében magyar-történelem szakos tanárként végez (1978). Jóval később a ferrarai (1986-88)- és a bolognai (1993-95)- tudományegyetemen jogi és bölcsész résztanulmányokat folytat, majd ezen kívül I. és II. szintű kulturális és nyelvi közvetítői továbbképző tanfolyamokat (Ferrara, 2001-2003) végez. Legutóbb a római Drengo Kiadó Távoktató- és Továbbképző Intézetének és a Tor Vergata Tudományegyetemen e-learning posztegyetemi kurzusait járta végig (2009): posztegyetemi, magas fokú, tudományos, II. szintű informatikai és tudományos történész-újságírói- (2009. január) képesítést és külföldieket oktató olasztanári, posztegyetemi, II. szintű, egyetemi Master-diplomát (2009. június 12.) szerzett.

## Pályája
A vízgazdálkodási főiskolai sikertelen felvételét követően 1972. szeptember 1-jétől augusztus 31-éig a Veszprém megyei Bíróság Gazdasági Hivatalában adminisztrátori munkakört tölt be. A tanárképzős főiskolai évei alatt 1974/75-ös és az 1975/76-os tanévben a Baranya megyei szónokversenyen pénzjutalommal járó harmadik helyezést ér el, amelynek következtében nyelvművelés tanára megajánlja neki mindkét tanévben a félévi és az év végi jelest és az órák alól felmentést kap, de ennek ellenére bejár az órákra. "Újságíró kerestetik" országos pályázat eredményeként 1977 júliusában Veszprém megyei napilapnál, a Naplónál újságíró-gyakornokoskodik. 1978/79-es tanévben a magyar-történelem szaktárgyait a veszprémi, akkor III. sz. Általános Iskolában és 1979/80-as tanévtől 1983. szeptember 30-áig a szintén veszprémi Hriszto Botev Általános iskolában tanította. 1981. október 1-jén házasságot köt egy olasz gépészmérnök-doktorral.
Verset, prózát, esszét, tanulmányokat egyaránt ír magyar és olasz nyelven polgári nevén és írói álnevein (Meta Tabon, Donna D'Ongaro).
Több antológiában és önálló füzetben vagy kötetben jelentek meg munkái, amelyekért számtalan irodalmi és művészeti díjat kapott. (Ld. Edizioni O.L.F.A. (O.L.F.A. Kiadványok).
2000. október 24-étől az Olasz Újságírók Rendjének (OdG: Ordine dei Giornalisti Italiani), 2004. augusztus 24-étől a Magyar Újságírók Közösségének (MÚK), 2009. július 3-ától pedig az Olasz Nemzeti Írók Szakszervezetének (SNS) tagja.
1997 októberében megalapította, s azóta szerkeszti és publikálja az Osservatorio Letterario – Ferrara e l’Altrove, (röviden O.L.F.A. vagy Osservatorio Letterario) c. irodalmi és kulturális periodikát, amely azóta már könyvterjedelművé gyarapodott. Ezen kiadói vállalkozás elsősorban a magyar és olasz kultúra, irodalom stb. bemutatása, valamint kitekintés más nemzetek alkotásaira is.
A folyóirat tartalmaz egy külön magyar nyelvű honlapot, magyar irodalmi- és kulturális galériát, egy magyar nyelvű online mellékletet és egy kiegészítő magyar nyelvű portált.(Testvérmúzsák)
Olaszországban szellemi szabadfoglalkozású és a fent megjelölt foglalkozási ágakban alkalmi munkákat végezve tevékenykedik. Az olasz állami igazságszolgáltatási- és nyomozó hatóságok alkalmi tolmácsa, nyelvi szakértője és tanácsadója. Irodalmár-, történész- és nyelvész munkásságához rendszeres, tudományos kutatómunkákat is végez. Többször vett részt magyarországi és olaszországi szakmai konferenciákon, felolvasó rendezvényeken, könyvbemutatókat tartott. Kb. 10 évvel ezelőttig aktív társadalmi életet élt, most már csak ritkábban vállal ilyen szerepléseket. A legutóbbi nyilvános fellépései a 2008. augusztus 8-ai nagy sikerű CicloPoEtica nevet viselő lent, a "Külső hivatkozások”-ban jelzett felolvasó költőtalálkozó és a 2011. augusztus 7-i CicloInVersoRoMagna nevű, szintén biciklis költőtalálkozó voltak (Ferrara) Ez utóbbi, ferrarai kerékpáros költőtalálkozó gerincét az olasz-magyar Risorgimentóról szóló olasz- és magyar költők olasz nyelvű - legnagyobb részt az általa fordított - verseivel illusztrált összeállítása adta. Ezen érdekes eseménynek Ferrara, az Este-város, másodszor adott otthont.
Legfrissebb kiadványtermékei - ld. a magyar nyelvű online mellékletét, a kiegészítő magyar nyelvű portálját (Testvérmúzsák) -:
Umberto Pasqui: Trenta racconti brevi, Edizione O.L.F.A., 2010;
Maxim Tábory: OMBRA E LUCE, Edizione O.L.F.A., 2010;
Az "Osservatorio Letterario" 15 éves, jubileumi, teljesen színes I. kiadása (2010/2011 77/78. dupla sz.; Az "Osservatorio Letterario" 15 éves, jubileumi, teljesen színes II. kiadása (2011. 79/80. dupla sz.); Az "Osservatorio Letterario" 15 éves, jubileumi, teljesen színes III. kiadása (2011. 81/82. dupla sz.; Az "Osservatorio Letterario" 15 éves, jubileumi, teljesen színes IV. kiadása (2011/2012 83/84. dupla sz.; Tolnai Bíró Ábel: Élet avagy Vita Hungarica (ld. Aszalós Imre recenzióját), Jubileumi Antológia (Ld. Jakab-Zalánffy Eszter: Testvérmúzsák ünnepi találkozása c. olasz-magyar-spanyol nyelvű recenzióját)
Tábory Maxim: ÁRNY ÉS FÉNY
Árny és Fény CD Tábory Maxim és Jean válogatott versei művészi előadásukban
Meta Tabon: Le straordinarie avventure di Sandy, Edizione O.L.F.A. Ferrara 2012., 150 old. (Húsvéti kiadás)
Melinda B. Tamás-Tarr: Chronica et historia parva ferrariensis in saecula saeculorum, Edizione O.L.F.A. Ferrara 2012 (májusi kiadás); Rassegna solenne, Edizione O.L.F.A. Ferrara 2014;Az "Osservatorio Letterario" 100. számának ünnepi, színes kiadása ( Edizione Culturale O.L.F.A. Ferrara, 2014. július)
Meta Tabon: Almanach (5 kötet), Edizione O.L.F.A. Ferrara 2012; Donna D'Ongaro: Sotto il cielo di Ferrara, Edizione O.L.F.A. Ferrara 2012; Szitányi György: Szőrös gyerekeim, Edizione O.L.F.A. Ferrara 2012; Meta Tabon: Fiabe, storielle, leggende, Edizione O.L.F.A. Ferrara, 2013
Melinda B. Tamás-Tarr: Rassegna solenne, Antológia, Edizione O.L.F.A. Ferrara, 2014 - az Osservatorio Letterario 100. számának alkalmából megjelentetett 640 oldalas ünnepi kötet:  VENT'ANNI, Antologia 624 old. Edizione O.L.F.A. Ferrara, 2016. november, a periodika 20. évfordulójára megjelentetett kétnyelvű antológia.
XXV ANNI. UN QUARTO DI SECOLO, kétnyelvű Jubileumi antológia, 640 old. Edizione O.L.F.A. Ferrara, 2021 április,a periodika negyedszázados évfordulója alkalmából.
A legutóbbi róla írt hazai méltatás a Veszprémi irodalmi unikumok Archiválva 2015. július 23-i dátummal a Wayback Machine-ben című, 2015. május 31-én publikált cikkben olvasható a Veol.hu Napló Online oldalán.

## Főbb művei
O.L.F.A.-kiadványok és egyéb publikációk (nem teljes):
Osservatorio Letterario Ferrara e l'Altrove (O.L.F.A.) periodika 1997 óta végzett szerkesztése és kiadása
- XXV ANNI. UN QUARTO DI SECOLO, kétnyelvű Jubileumi antológia, 640 old. Edizione O.L.F.A. Ferrara, 2021 április
- VENT'ANNI, Antologia 624 old. Edizione O.L.F.A. Ferrara, 2016. november
- DANI & DONNA, La moneta dell'anima, Epistolario I.,  600 old. Edizione O.L.F.A. Ferrara, 2015. november - DANI & DONNA, La moneta dell'anima, Epistolario II.,  384 old., Edizione O.L.F.A. Ferrara, 2015. november
- Rassegna solenne, Antologia, Edizione O.L.F.A. Ferrara, 2014
- Fiabe, storielle, leggende; Edizione O.L.F.A., Ferrara 2013. december (írói álnéven: Meta Tabon)
- Sotto le stelle di Ferrara, Edizione O.L.F.A. Ferrara 2012. december (írói álnéven: Donna D'Ongaro)
- Chronica et historia parva ferrariensis in saecula saeculorum, Edizione O.L.F.A. Ferrara 2012
- Le straordinarie avventure di Sandy, Edizione O.L.F.A., Ferrara 2012 (írói álnéven: Meta Tabon)
- Maxim Tábory: Ombra e Luce ('Árny és fény', Műfordítás, versek)
- Da padre a figlio (2010-es új-és bővített kiadás/Magyar népmesék, népmondák Műfordítás, adaptálás) Archiválva 2011. június 26-i dátummal a Wayback Machine-ben
- Da anima ad anima, Edizione O.L.F.A. 2009 (Versek, műfordítás)
- Egy láng az élet, E-book 2009 (Műfordítás)
- Varietà italo-ungheresi nel Medioevo nello specchio dei referti archeologici, varie memorie storiche, letterarie ed artistiche (Sec. VI-XV). Un filo di continuità tra Italia ed Ungheria, master-szaktolgozat, 99 old. (Ld. pdf. 4-5. oldal.)
- Traduzioni - Prosa, Edizione O.L.F.A. 2002 (Műfordítás)
- Traduzioni - Poesie, Edizione O.L.F.A. 2002 (Műfordítás)
- Voci magiare, Edizione O.L.F.A. 2001 (Műfordítás)
- Profilo d'Autore, Edizione O.L.F.A. 2001; Nei riflessi della stampa, Edizione O.L.F.A. 2001; I signori del Danubio, Edizione O.L.F.A. 2000
- dalla Pannonia, Napló 1956-1966, Kézirat 1997, 214 old.; Premio Pieve 1997 (Pieve Díj 1997)[halott link]
- Da padre a figlio, Edizione O.L.F.A. 1997-es
- Girovagando nell'Impero di Discorsopolis, Taurus 1996 Grammatikai, didaktikai gyermek-kisregény
- Le nuove straordnarie avventure di Sandy, Történelmi, didaktikai gyermek-kisregény, Kötetben még kiadatlan kézirat 1997; Folytatásokban, 14 részben Le nuove avventure di Sandy címmel publikált az Osservatorio Letteraróban (2005.45/46-2009/2010.71/72. sz.
- Egyéb antológiák alkotásaival, O.L.F.A. és egyéb kiadók publikációi
- Edizioni O.L.F.A.: több mint 60 önálló kiadvány (verses- és prózakötetek, vegyes antológiák és irodalmi füzetek) szerkesztése és kiadása Archiválva 2013. október 3-i dátummal a Wayback Machine-ben
- Az 1997 októberétől általa szerkesztett és kiadott Osservatorio Letterario c. folyóirat példányai
- Le donne nella società italiana di ieri e di oggi: Donne italiane nella letteratura nel giornalismo (esszé)
- gondolatok egy anyanyelvi konferencia kapcsán: Anyanyelvünk. Nyelvében él a nemzet? Akadémiai Napok", Erdőbénye, 6-11 maggio 2002, első közlés
- Nyelvében él a nemzet. Az Európai Protestáns Magyar Szabadegyetem Akadémiai Napjai «Nyelvünk és Kultúránk» XXXII évfolyam 122. számában (2002/4 másodközlés)
- Anyanyelvünk. Nyelvében él a nemzet? Akadémiai Napok", Erdőbénye, 6-11 maggio 2002, harmadközlés
- Gondolatok az anyanyelvi műveltségről
- Nők az olasz irodalomban, esszé
- Költő és presbiter Clemente Maria Rebora, tanulmány
- A magyar Baudelaire, esszé
- Régmúlt magyar nyomok Itáliában, tanulmány-sorozat (magyarul és olaszul)
- Egy kis reflexió az Irodalom - magyar (vízum-köteles)irodalom kapcsán, konferencia-tanulmány
- Gondolatok a vers(selés)ről I.
- Gondolatok a vers(selés)ről II.
- Egyéb írások, publikációk
- Magyar nyelvű publicisztika
- Voci dal silenzio
- Egy pártatlan bíró
- Hungarológia a nagyvilágban: Bemutatkozik az Osservatorio Letterario
- Hungarológiai Évkönyv 11 Az Osservatorio Letterario bemutatkozása (rövidített változat)
- PTE - Hungarológiai és Alkalmazott Nyelvészeti Szeminárium

## Díjak, kitüntetések
Több mint harminc irodalmi- és művészeti - irodalomkritika, esszé, vers, próza, újságírás és egyéb művészetek: fotó, illusztrációk díj tulajdonosa. Ezek közül íme a legjelentősebbek:
- Dante-Díj 1993, 1994, 1995 (Ferrara): irodalomkritikai, verselemző tanulmányért,
- Olasz Etruszk Akadémia Díj 1995 (Vada): Vers-díj
- Giovanni Verga Nemzetközi Irodalmi Díj 1996 (Róma): Az Il Resto del Carlinóban egy megjelent irodalomkritikai cikkéért,
- Alessandro Manzoni Nemzetközi Irodalmi Díj 1996 (Róma): Girovagando nell’Impero di Discorsopolis /Beszédország Birodalmában kószálva grammatika-didaktikai mese-kisregényéért,
- Milánói Nemzeti Irodalmi Díj 1966 (Milánó): Vers - és irodalomkritikai kategóriában,
- Premio d’Autore d’Oro Nemzetközi Irodalmi Díj 1997 Kiadatlan mű kategóriában (Torino),
- Az Olasz Etruszk Akadémia 1996-os I. Biennális Rosignano Marittimo Szépművészeti és Szépirodalmi Díja: Vers-díj,
- I migliori nella Cultura, nel Turismo e negli Hobbies (A kultúra, turizmus és hobby legjobbjai) Campagna tartományi évenkénti kitüntetés 1995/1996
- XV. Gran Premio Internazionale d’Arte Carrara Hallstahammar: Migliore Artista in Assoluto (Carrara Hallstahammar Nemzetközi Nagy Művészeti Díj - Abszolút legjobb művész díj) vers, próza, illusztrációk, fotográfia kategóriákba küldött alkotásokért 1997/98 (Carrara)
- The 2000 Outstanding Scholars of the 21st Century Awards Programme International Biographical Centre Cambridge elismerése 2001,
- The 2000 Outstanding Scholars Intellectuals of the 21st Century Awards Programme International Biographical Centre Cambridge elismerése 2001,
- A ferrarai önkormányzat Con gli occhi di ieri e di oggi (Tegnapi és mai szemmel) tartományi díja 2002 (Ferrara).
- Az Olasz Köztársaság Elnöke, elismerése
- Az Olasz Köztársaság Érdemrend Lovagja (Rendelet 2013. december. 27.) Ünnepélyes lovagi kitüntetés